# Quercus elmeri
Quercus elmeri là một loài thực vật có hoa trong họ Cử. Loài này được Merr. miêu tả khoa học đầu tiên năm 1929.